# Мамбве-лунгу
Мамбве-лунгу — дві мови, на яких говорять народи мамбве і лунгу, що проживають на південному кінці озера Танганьїка в Замбії і Танзанії. Дані мови також розглядають як два діалекти однієї мови. Можливо, половина народу фіпа розмовляє на мамбве як рідною мовою. Коли на ньому говорять фіпа, це називається як «фіпа-мамбве», це також термін для гілки мов банту, що включає в себе мови фіпа і мамбве-лунгу.
Мамбве-лунгу має діалекти лунгу (адонг, ічирунгу, кілунгу, кірунгу, рунгу, чилунгу), мамбве (ічимамбве, кімамбве), фіпа-мамбве (Kifipa cha Kimambwe), є невизначена розбірливість між фіпа-мамбве (Танзанія) та іншими діалектами, а також незначні відмінності між мамбве і лунгу.